# 1956-os sakkolimpia
A 12. sakkolimpiát 1956. augusztus 31. és szeptember 25. között a  Szovjetunióban, Moszkvában, a Szovjet Hadsereg Központi Színházában rendezték meg.

## A résztvevők
A versenyre 34 ország csapata nevezett, 197 versenyzővel. A csapatokban egyidejűleg 4 fő játszott, és 2 tartalékot is nevezhettek. A játékosok között erősorrendet kellett megadni, és a 6 játékosból bárkik játszottak, azok szigorúan az előre megadott erősorrendben ülhettek csak le a táblákhoz.

## A verseny lefolyása
A 34 csapatot négy csoportba sorsolták. Minden csoportból az első három helyezett jutott az „A” döntőbe, a 4-6. helyezettek a „B” döntőbe, míg a fennmaradó csapatok alkották a „C” döntő mezőnyét.
A versenyt a csapatok között körmérkőzéses formában rendezték. A csapat eredményét az egyes versenyzők által megszerzett pontok alapján számolták. Holtverseny esetén vették csak figyelembe a csapateredményeket, ahol a csapatgyőzelem 2 pontot, a döntetlen 1 pontot ért. A játszmákban fejenként 2 óra állt rendelkezésre az első 40 lépés megtételéhez, majd 16 lépésenként további 1 óra.
A versenyen az olimpiai bajnoki cím védője, a szovjet válogatott volt ezúttal is a favorit. A jugoszláv és az argentin válogatottat tartották csak esélyesnek arra, hogy némileg megszorítsák őket. Ennek ismeretében a magyar válogatott holtversenyes 2-3. helyezése, és az ezzel szerzett bronzérme meglepetésnek tekinthető. Kiemelésre érdemes, hogy a magyar volt az egyetlen válogatott, amely a Szovjetunió csapatát ezen a sakkolimpián legyőzte.

## A verseny végeredménye
Az elődöntők
- Első csoport:

| Döntő | Ország        | 1  | 2  | 3  | 4  | 5  | 6  | 7  | 8  |  | + | − | = | Pont |
| ----- | ------------- | -- | -- | -- | -- | -- | -- | -- | -- |  | - | - | - | ---- |
| «A»   | Szovjetunió   | ●  | 2½ | 2½ | 4  | 3  | 4  | 4  | 3½ |  | 7 | 0 | 0 | 23½  |
| «A»   | Bulgária      | 1½ | ●  | 3  | 2½ | 2½ | 3  | 3½ | 3½ |  | 6 | 1 | 0 | 19½  |
| «A»   | Svájc         | 1½ | 1  | ●  | 3½ | 2  | 3  | 4  | 3  |  | 4 | 2 | 1 | 18   |
| «B»   | Lengyelország | 0  | 1½ | ½  | ●  | 3  | 3  | 3  | 4  |  | 4 | 3 | 0 | 15   |
| «B»   | Svédország    | 1  | 1½ | 2  | 1  | ●  | 2½ | 3  | 3½ |  | 3 | 3 | 1 | 14½  |
| «B»   | Norvégia      | 0  | 1  | 1  | 1  | 1½ | ●  | 2  | 2½ |  | 1 | 5 | 1 | 9    |
| «C»   | Puerto Rico   | 0  | ½  | 0  | 1  | 1  | 2  | ●  | 2½ |  | 1 | 5 | 1 | 7    |
| «C»   | Saar-vidék    | ½  | ½  | 1  | 0  | ½  | 1½ | 1½ | ●  |  | 0 | 7 | 0 | 5½   |

- Második csoport:

| Döntő | Ország        | 1  | 2  | 3  | 4  | 5  | 6  | 7  | 8  |  | + | − | = | Pont |
| ----- | ------------- | -- | -- | -- | -- | -- | -- | -- | -- |  | - | - | - | ---- |
| «A»   | Jugoszlávia   | ●  | 2½ | 3  | 3½ | 3½ | 3  | 4  | 4  |  | 7 | 0 | 0 | 23½  |
| «A»   | Izrael        | 1½ | ●  | 1½ | 2  | 3  | 2½ | 4  | 3½ |  | 4 | 2 | 1 | 18   |
| «A»   | Dánia         | 1  | 2½ | ●  | 2  | 2  | 2  | 4  | 3  |  | 3 | 1 | 3 | 16½  |
| «B»   | Hollandia     | ½  | 2  | 2  | ●  | 2½ | 3  | 3  | 3  |  | 4 | 1 | 2 | 16   |
| «B»   | Ausztria      | ½  | 1  | 2  | 1½ | ●  | 1½ | 2½ | 4  |  | 2 | 4 | 1 | 13   |
| «B»   | Franciaország | 1  | 1½ | 2  | 1  | 2½ | ●  | 1½ | 3  |  | 2 | 4 | 1 | 12½  |
| «C»   | Mongólia      | 0  | 0  | 0  | 1  | 1½ | 2½ | ●  | 2½ |  | 2 | 5 | 0 | 7½   |
| «C»   | Skócia        | 0  | ½  | 1  | 1  | 0  | 1  | 1½ | ●  |  | 0 | 7 | 0 | 5    |

- Harmadik csoport:

| Döntő | Ország     | 1  | 2  | 3  | 4  | 5  | 6  | 7  | 8  | 9  |  | + | − | = | Pont |
| ----- | ---------- | -- | -- | -- | -- | -- | -- | -- | -- | -- |  | - | - | - | ---- |
| «A»   | Argentína  | ●  | 2½ | 1½ | 2  | 3½ | 2½ | 4  | 4  | 4  |  | 6 | 1 | 1 | 24   |
| «A»   | NSZK       | 1½ | ●  | 2½ | 2  | 2½ | 3  | 4  | 3½ | 4  |  | 6 | 1 | 1 | 23   |
| «A»   | Anglia     | 2½ | 1½ | ●  | 2  | 2½ | 3½ | 4  | 3  | 3½ |  | 6 | 1 | 1 | 22½  |
| «B»   | Izland     | 2  | 2  | 2  | ●  | 1  | 2½ | 3  | 4  | 4  |  | 4 | 1 | 3 | 20½  |
| «B»   | Chile      | ½  | 1½ | 1½ | 3  | ●  | 2½ | 1½ | 3½ | 3½ |  | 4 | 4 | 0 | 17½  |
| «B»   | Finnország | 1½ | 1  | ½  | 1½ | 1½ | ●  | 2  | 3½ | 3  |  | 2 | 5 | 1 | 14½  |
| «C»   | India      | 0  | 0  | 0  | 1  | 2½ | 2  | ●  | 3½ | 3½ |  | 3 | 4 | 1 | 12½  |
| «C»   | Luxemburg  | 0  | ½  | 1  | 0  | ½  | ½  | ½  | ●  | 2½ |  | 1 | 7 | 0 | 5½   |
| «C»   | Írország   | 0  | 0  | ½  | 0  | ½  | 1  | ½  | 1½ | ●  |  | 0 | 8 | 0 | 4    |

- Negyedik csoport:

| Döntő | Ország         | 1  | 2  | 3  | 4  | 5  | 6  | 7  | 8  | 9  |  | + | − | = | Pont |
| ----- | -------------- | -- | -- | -- | -- | -- | -- | -- | -- | -- |  | - | - | - | ---- |
| «A»   | Magyarország   | ●  | 2½ | 2  | 2  | 2  | 3½ | 3½ | 3½ | 4  |  | 5 | 0 | 3 | 23   |
| «A»   | Románia        | 1½ | ●  | 2  | 2½ | 2½ | 2½ | 3½ | 4  | 3  |  | 6 | 1 | 1 | 21½  |
| «A»   | Csehszlovákia  | 2  | 2  | ●  | 2  | 2½ | 2  | 4  | 3  | 4  |  | 4 | 0 | 4 | 21½  |
| «B»   | NDK            | 2  | 1½ | 2  | ●  | 1  | 2½ | 3  | 4  | 2½ |  | 4 | 2 | 2 | 18½  |
| «B»   | Kolumbia       | 2  | 1½ | 1½ | 3  | ●  | 2  | 1½ | 4  | 2½ |  | 3 | 3 | 2 | 18   |
| «B»   | Belgium        | ½  | 1½ | 2  | 1½ | 2  | ●  | 3  | 2½ | 1½ |  | 2 | 4 | 2 | 14½  |
| «C»   | Fülöp-szigetek | ½  | ½  | 0  | 1  | 2½ | 1  | ●  | 1½ | 3  |  | 2 | 6 | 0 | 10   |
| «C»   | Görögország    | ½  | 0  | 1  | 0  | 0  | 1½ | 2½ | ●  | 3  |  | 2 | 6 | 0 | 8½   |
| «C»   | Irán           | 0  | 1  | 0  | 1½ | 1½ | 2½ | 1  | 1  | ●  |  | 1 | 7 | 0 | 8½   |

### Az „A” döntő végeredménye
| H. | Ország        | 1  | 2  | 3  | 4  | 5  | 6  | 7  | 8  | 9  | 10 | 11 | 12 | P   | CsP | +  | = | - |
| -- | ------------- | -- | -- | -- | -- | -- | -- | -- | -- | -- | -- | -- | -- | --- | --- | -- | - | - |
| 1  | Szovjetunió   | ●  | 2½ | 1½ | 2½ | 3  | 2½ | 3½ | 4  | 3  | 3½ | 2½ | 2½ | 31  | 20  | 10 | 0 | 1 |
| 2  | Jugoszlávia   | 1½ | ●  | 2  | 2  | 2½ | 3  | 2½ | 2½ | 3  | 3  | 2  | 2½ | 26½ | 17  | 7  | 3 | 1 |
| 3  | Magyarország  | 2½ | 2  | ●  | 1½ | 2  | 2  | 2½ | 2  | 3  | 2½ | 2½ | 4  | 26½ | 16  | 6  | 4 | 1 |
| 4  | Argentína     | 1½ | 2  | 2½ | ●  | 1½ | 1½ | 3  | 2½ | 2  | 1½ | 1½ | 3½ | 23  | 10  | 4  | 2 | 5 |
| 5  | NSZK          | 1  | 1½ | 2  | 2½ | ●  | 2½ | 1½ | 2  | 1½ | 2½ | 2½ | 2½ | 22  | 12  | 5  | 2 | 4 |
| 6  | Bulgária      | 1½ | 1  | 2  | 2½ | 1½ | ●  | 2  | 1½ | 3  | 2½ | 1½ | 3  | 22  | 10  | 4  | 2 | 5 |
| 7  | Csehszlovákia | ½  | 1½ | 1½ | 1  | 2½ | 2  | ●  | 2  | 1½ | 2  | 3  | 3  | 20½ | 9   | 3  | 3 | 5 |
| 8  | Anglia        | 0  | 1½ | 2  | 1½ | 2  | 2½ | 2  | ●  | 2½ | 1½ | 2½ | 2  | 20  | 10  | 3  | 4 | 4 |
| 9  | Svájc         | 1  | 1  | 1  | 2  | 2½ | 1  | 2½ | 1½ | ●  | 2  | 2  | 2½ | 19  | 9   | 3  | 3 | 5 |
| 10 | Dánia         | ½  | 1  | 1½ | 2½ | 1½ | 1½ | 2  | 2½ | 2  | ●  | 3  | 1  | 19  | 8   | 3  | 2 | 6 |
| 11 | Románia       | 1½ | 2  | 1½ | 2½ | 1½ | 2½ | 1  | 1½ | 2  | 1  | ●  | 2  | 19  | 7   | 2  | 3 | 6 |
| 12 | Izrael        | 1½ | 1½ | 0  | ½  | 1½ | 1  | 1  | 2  | 1½ | 3  | 2  | ●  | 15½ | 4   | 1  | 2 | 8 |

### A magyar versenyzők eredményei
| Forduló                            | Ellenfél                           | Szabó László      | Szabó László | Barcza Gedeon      | Barcza Gedeon | Benkő Pál    | Benkő Pál | Szilágyi György | Szilágyi György | Bély Miklós   | Bély Miklós | Portisch Lajos | Portisch Lajos | Pont |
| ---------------------------------- | ---------------------------------- | ----------------- | ------------ | ------------------ | ------------- | ------------ | --------- | --------------- | --------------- | ------------- | ----------- | -------------- | -------------- | ---- |
| Elődöntő (4. csoport)              |                                    |                   |              |                    |               |              |           |                 |                 |               |             |                |                |      |
| 1                                  | Csehszlovákia                      | Filip             | 0            | Pachman            | ½             | Rejfíř       | ½         |                 |                 | Alster        | 1           |                |                | 2    |
| 2                                  | Fülöp-szigetek                     |                   |              | Badilles           | 1             | Campomanes   | 1         | Benítez         | 1               |               |             | Cardoso        | ½              | 3½   |
| 3                                  | Kolumbia                           | Cuéllar Gacharna  | ½            |                    |               | Sánchez      | ½         | De Greiff       | 0               | Velandia      | 1           |                |                | 2    |
| 4                                  | Románia                            | Bălănel           | 1            | Ciocâltea          | 1             |              |           | Troianescu      | 0               | Soós          | ½           |                |                | 2½   |
| 6                                  | Belgium                            | O'Kelly de Galway | ½            | Dunkelblum         | 1             | Limbos       | 1         |                 |                 | Boey          | 1           |                |                | 3½   |
| 7                                  | Irán                               | Safvat            | 1            | Mostafavi-Kachani  | 1             |              |           | Navabi          | 1               |               |             | Lotfi          | 1              | 4    |
| 8                                  | Görögország                        |                   |              | Siaperas           | 1             | Loverdos     | 1         | Anastasopoulos  | 1               | Pavlatos      | ½           |                |                | 3½   |
| 9                                  | NDK                                | Dittmann          | ½            |                    |               |              |           | Herrmann        | ½               | Koch          | ½           | Platz          | ½              | 2    |
| „A” döntő                          |                                    |                   |              |                    |               |              |           |                 |                 |               |             |                |                |      |
| 1                                  | Románia                            | Bălănel           | 1            | Ciocâltea          | 1             | Troianescu   | ½         | Ghiţescu        | 0               |               |             |                |                | 2½   |
| 2                                  | Anglia                             | Golombek          | ½            | Wade               | 1             | Milner-Barry | 0         |                 |                 | Clark         | ½           |                |                | 2    |
| 3                                  | Izrael                             | Czerniak          | 1            | Porath             | 1             |              |           | Aloni           | 1               |               |             | Smiltiner      | 1              | 4    |
| 4                                  | Szovjetunió                        | Mihail Botvinnik  | ½            | Vaszilij Szmiszlov | 1             | Paul Keres   | ½         |                 |                 | Mark Tajmanov | ½           |                |                | 2½   |
| 5                                  | NSZK                               | Unzicker          | 1            | Schmid             | ½             | Niephaus     | ½         | Teschner        | 0               |               |             |                |                | 2    |
| 6                                  | Argentína                          | Miguel Najdorf    | ½            | Bolbochán          | ½             | Panno        | ½         |                 |                 | Pilnik        | 0           |                |                | 1½   |
| 7                                  | Bulgária                           | Padevsky          | ½            | Kolarov            | ½             | Tringov      | ½         |                 |                 |               |             | Milev          | ½              | 2    |
| 8                                  | Csehszlovákia                      | Filip             | ½            | Pachman            | 0             | Šefc         | 1         |                 |                 | Alster        | 1           |                |                | 2½   |
| 9                                  | Svájc                              | Blau              | 1            |                    |               | Bhend        | 1         |                 |                 | Walther       | 0           | Keller         | 1              | 3    |
| 10                                 | Dánia                              | Bent Larsen       | ½            | Pedersen           | ½             | Ingerslev    | ½         |                 |                 |               |             | Nielsen        | 1              | 2½   |
| 11                                 | Jugoszlávia                        | Gligorić          | ½            | Matanović          | 0             | Ivkov        | 1         |                 |                 |               |             | Milić          | ½              | 2    |
| Szerzett pontszám (Játszmák száma) | Szerzett pontszám (Játszmák száma) | 11 (17)           | 11 (17)      | 11½ (16)           | 11½ (16)      | 10 (15)      | 10 (15)   | 4½ (9)          | 4½ (9)          | 6½ (11)       | 6½ (11)     | 6 (8)          | 6 (8)          |      |

### A legjobb egyéni pontszerzők
Táblánként értékelték az elődöntőt és a döntőt figyelembe véve a legjobb százalékos eredményt elért játékosokat. A 2. táblán Barcza Gedeon a 2. legjobb eredményt elérve egyéni ezüstérmet szerzett.

#### Első tábla
|  | Versenyző        | Ország      | Döntő | Pont | Játszma | Százalék |
|  | ---------------- | ----------- | ----- | ---- | ------- | -------- |
|  | Bent Larsen      | Dánia       | A     | 14   | 18      | 77,8     |
|  | Mihail Botvinnik | Szovjetunió | A     | 9,5  | 13      | 73,1     |
|  | Friðrik Ólafsson | Izland      | B     | 13   | 18      | 72,2     |

#### Második tábla
|               | Versenyző            | Ország      | Döntő | Pont | Játszma | Százalék |
| ------------- | -------------------- | ----------- | ----- | ---- | ------- | -------- |
|               | Andreas Dückstein    | Ausztria    | B     | 13   | 17      | 76,5     |
|               | Aleksandar Matanović | Jugoszlávia | A     | 11,5 | 16      | 71,9     |
| Barcza Gedeon | Magyarország         | A           | 11,5  | 16   |         | 71,9     |

#### Harmadik tábla
|  | Versenyző      | Ország      | Döntő | Pont | Játszma | Százalék |
|  | -------------- | ----------- | ----- | ---- | ------- | -------- |
|  | Paul Keres     | Szovjetunió | A     | 9,5  | 12      | 79,2     |
|  | Borislav Ivkov | Jugoszlávia | A     | 12   | 16      | 75       |
|  | Baldur Möller  | Izland      | B     | 11   | 16      | 68,8     |

#### Negyedik tábla
|  | Versenyző           | Ország         | Döntő | Pont | Játszma | Százalék |
|  | ------------------- | -------------- | ----- | ---- | ------- | -------- |
|  | David Bronstejn     | Szovjetunió    | A     | 11   | 13      | 84,6     |
|  | Rodolfo Tan Cardoso | Fülöp-szigetek | C     | 13   | 17      | 76,5     |
|  | Georgi Tringov      | Bulgária       | A     | 9    | 12      | 75       |

#### Ötödik játékos (első tartalék)
|  | Versenyző       | Ország      | Döntő | Pont | Játszma | Százalék |
|  | --------------- | ----------- | ----- | ---- | ------- | -------- |
|  | Raúl Sanguineti | Argentína   | A     | 9    | 11      | 81,8     |
|  | Peter Clarke    | Anglia      | A     | 9,5  | 12      | 79,2     |
|  | Mark Tajmanov   | Szovjetunió | A     | 8,5  | 11      | 77,3     |

#### Hatodik tábla (második tartalék)
|  | Versenyző          | Ország      | Döntő | Pont | Játszma | Százalék |
|  | ------------------ | ----------- | ----- | ---- | ------- | -------- |
|  | Efim Geller        | Szovjetunió | A     | 7,5  | 10      | 75       |
|  | Lennart Ljungqvist | Svédország  | B     | 7    | 10      | 70       |
|  | Zdravko Milev      | Bulgária    | A     | 9    | 13      | 69,2     |

## A legjobb játszma díja
- Dückstein, Andreas (AUT) - Kramer, Haije (NED) 1 - 0
- Wexler, Bernardo (ARG) - Enevoldsen, Jens (DEN) 0 – 1